# Oophytum
Genre
Oophytum est un genre de plantes de la famille des Aizoaceae.

## Liste des espèces
Selon Catalogue of Life (20 juillet 2017) :
- Oophytum nanum (Schltr.) L. Bol.
- Oophytum oviforme (N.E. Br.) N.E. Br.